# Мессалианство

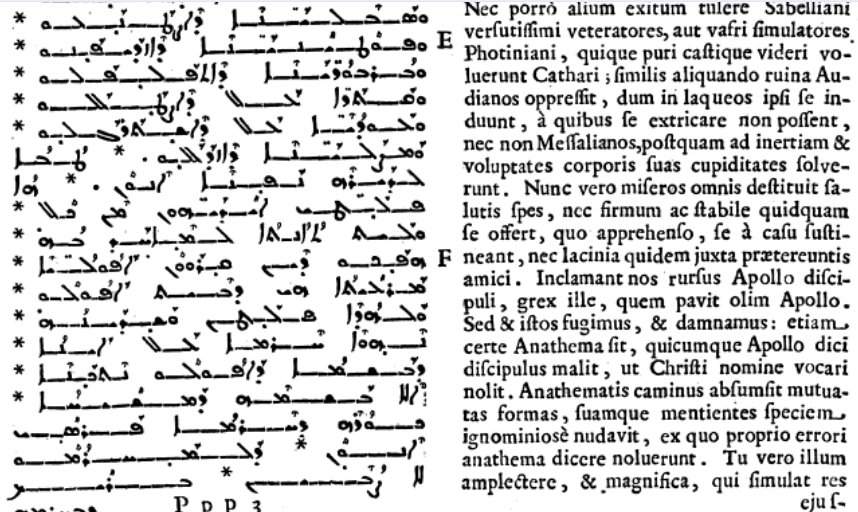
Ефрем Сирин. Мадраши против ересей (Hymni contra Haereses) 56 гимнов. 22 гимн или мадраш, в котором упоминаются массалиане. Sancti Ephraem Syri. «Opera omnia quae exstant, Graece, Syria ac Latine», Assemaniex typographia Vaticana, 1740.

Мессалиа́не или Массалиа́не (др.-евр. ןיילצמ‬; сир. ܡܨܠܝ̈ܢܐ; др.-греч. μεσσαλιανοί, μασσαλιανοί; лат. messaliani, massaliani — «молитвенники» от др.-евр. אלצ‬ — «просить, молиться»), встречается калька: Евхи́ты или Эвхи́ты (др.-греч. εὐχῖται; лат. euchitae от др.-греч. εὐχή — «молитва») — последователи религиозного течения в христианстве, ереси, которая, имела место в Сирии и Малой Азии в IV—VI веках, а в сироязычной Персии — в VII веке. Массалиане имеют ещё одно название — Энтузиа́сты или Ентузиа́сты (др.-греч. ἐνθουσιασταί; лат. enthusistae от др.-греч. ἐνθουσίασις — «(божественное) вдохновение, воодушевление, восторг, исступление»), это название они получили, как объясняет Иоанн Дамаскин, потому, что эти люди принимают в себя действие какого-то демона и это действие принимают за действие Святого Духа.

## История
Под именем массалиан в разные периоды истории понимались различные религиозные течения.
Впервые о «плохих молитвенниках» упомянул в мадраше (гимне) о ересях Ефрем Сирин «Мадраши против ересей» («Hymni contra Haereses» 22, 4-5). Слово, употреблённое там, не имеет того смысла («развращённые»), которые ему позже приписали. Следующий автор, который упоминает о массалианах, — Епифаний Кипрский в «Анкорате»; более подробно он описал их в последней, 80-й главе книги «Панарион». Епифаний разделяет массалиан на две группы. Первая группа массалиан — евфими́ты (др.-греч. εὐφημῖται от др.-греч. εὔ-φημος — «воздерживающийся от неподобающих слов») вышли из язычников, не принадлежали к иудейству и не были христианами, не происходили и от самарян; они воздают честь только одному Богу, называя его Вседержителем. По мнению Епифания, евфимиты имеют древнее происхождение. Евфимиты для своих молитвенных собраний приспосабливали некоторые дома, или обширные помещения, наподобие форумов, и называли их молельнями. Вторая группа массалиан — те, о которых писали большинство христианских греческих писателей IV—VIII века. Они появились при императоре Констанции II и были христианами.
Более поздним автором, писавшим о мессалианах в сочинениях «Церковная история» и «Басни еретиков, или история ересей, изложенная в пяти книгах», является Феодорит Кирский. В них Феодорит сообщает исторические сведения о том, что учение мессалиан широко распространилось во многих монастырях. Он также называет имена мессалианских (евхитских) учителей: Дадой (др.-греч. Δαδώης), Сава (др.-греч. Σάβας), Адельфий (др.-греч. Ἀδέλφιος), Герма (др.-греч. Ἑρμᾶς) и Симеон (др.-греч. Συμεώνης). Особенно среди них выделялся Адельфий, который не был ни монахом, ни священником, но одним из непосвящённых. По имени Адельфия евхиты назывались — адельфиане.
Феодорит сообщает о том, что мессалиан было очень трудно изобличить в ереси, они постоянно отпирались. Церковные иерархи вели постоянную войну против евхитов. Литой, епископ Мелетинский, сжёг многие монастыри, заражённые евхитианством, и изгнал евхитов из своей епархии. Митрополит Ликаонский Амфилохий очистил свою церковную область от мессалианства. Патриарх Фотий в 52 кодексе «Мириобиблиона» сообщает о соборе в Сиде в 383 году против мессалиан. Собор в Сиде возглавил епископ Иконийский Амфилохий; кроме него, в соборе участвовали 25 епископов. На соборе в Сиде было прочитано письмо от собора Флавиану, епископу Антиохийскому, в котором ему давали отчёт по слушаниям. Феодорит сообщает о хитрости архиепископа Антиохийского Флавиана. Флавиан узнал о том, что в Эдессе живут люди, разделяющие учение. Мессалиан поддерживали в Осроене три епископа: Виз (др.-греч. Βίζου) Селевкийский, Маруфа (др.-греч. Μαρουθᾶ) Суфаренский и Сам (др.-греч. Σάμου). Флавиан созвал в Антиохии собор, на который пригласил множество монахов, отказывающих признать своё еретичество. Он обличил их следующим образом: сказал, что обвинители их — клеветники, а свидетели против них — лжецы; подозвав к себе Адельфия, который был уже в глубокой старости, предложил ему сесть возле себя и при помощи «ласковых речей» смог узнать учение, которое изложил ему Адельфий. После этого Флавиан обвинил Адельфия в ереси и выгнал мессалиан из Сирии. Мессалиане удалились в Памфилию. Флавиан написал письмо осроенцам, в котором сообщил им о том, что было сделано, и давал отчёт о наказании и отлучении от Церкви еретиков. В ответном послании епископы Осроены благодарили его и выражали своё одобрение. Литой, епископ Армении, также написал письмо против мессалиан. Флавиан также написал письмо другому армянскому епископу с обвинением этого епископа в симпатии к мессалианам. Архиепископ Константинопольский Аттик написал епископам Памфилии, предлагая им удалить мессалиан отовсюду; в другом письме епископу Сидскому Амфилохию Аттик предлагал изгнать евхитов.
28 февраля 426 года император Феодосий II созвал собор в Константинополе. На соборе председательствовал архиепископ Антиохийский Феодот. Собор поставил архиепископом Константинопольским Сисиния. На этом же соборе были осуждены массалиане. Сисинний Константинопольский и Феодот Антиохийский послали письмо Вериниану, Амфилохию и остальной части епископов Памфилии; письмо написал по поручению предстоятелей епископ Неон. В письме было написано о том, что после отлучения от Церкви мессалиан, если будет обнаружено, что кто-либо из клириков говорит или делает что-нибудь в следовании этой ереси, то он должен быть извержен из сана. Архиепископ Антиохийский Иоанн также написал письмо Несторию о мессалианах.
В 431 году состоялся Эфесский собор. На седьмом заседании этого собора епископ Иконийский Валериан и епископ Сидский Амфилохий предложили рассмотреть в общем собрании вопрос о мессалианах, которые встречаются в Памфилии. На заседании было прочитано решение Константинопольского собора 426 года о осуждении ереси мессалиан, составленное при Сисинии. Участники Эфесского собора одобрили и подтвердили его правильность. Все подозреваемые в причастности к этой ереси должны были анафематствовать мессалианство; если кто-либо из клириков не хотел это делать, то таких необходимо было извергать из сана; монахов, причастных к ереси, надо было изгонять из монастырей; а все мессалиане должны быть отлучены от Церкви и прокляты. Валериан принёс на заседание собора книгу мессалиан, называемую «Аскетикон» (лат. «Asceticon»), книга была анафематствована, как составленная еретиками. Собор определил, что если у кого-либо найдётся что-нибудь, согласное с нечестием евхитов, и то будет проклято. Архелай, епископ Кесарии Каппадокийской, также написал 24 анафематизма против евхитов. Гераклид, епископ Ниссы, также написал два письма против них. Патриарх Фотий Мириобиблионе сообщает о Лампетии, который возглавлял мессалиан. Этот человек собирал сведения о нечестии духовенства. Геронтий, старший пресвитер монастыря в Глитисе, написал Алипию, архиепископу Кесарии Каппадокийской о Лампетии, жалуясь на него. Алипий Кесарийский, который был введён в заблуждение, до этого сделал Лампетия пресвитером. Алипий приказал Гормизу (др.-греч. Ὁρμίζου), епископу Коман, изучить обвинения против Лампетия. Лампетий попросил пресвитера Геронтия быть его обвинителем, а епископа Гормизу быть его судьёй, был признан виновным частично на основании показаний свидетелей, частично из его собственных уст и был единодушно лишён духовного сана. Лампетий написал книгу «Завещание» (др.-греч. «Διαθήκη»), в которой изложил некоторые аспекты мессалианства. Опровержение против этой книги написал Севир Антиохийский. Алфей, епископ Риноколуры (др.-греч. Ῥινοκόλουρα) защищал Лампетия как невиновного в своей изданной работе, но был лишён архиерейства как сторонник Лампетия. Другой Алфей — пресвитер, поставленный Тимофеем, — был извергнут из священства за принадлежность к евхитам, об этом сообщает Птолемей, епископ Риноколуры, в письме Тимофею.
Тимофей Константинопольский в своей книге «Тимофея пресвитера, пресвятые и великие Церкви Константинополя: Иоанну пресвитеру святой, божественной, кафолической церкви и скевофилаксу святой Богородицы в Халкопатрии. О различии приходящих к непорочной нашей вере» пишет о том, что мессалиан надо принимать в Церковь не через крещение и не через миропомазание, а через проклятия ими своих заблуждений.
О мессалианах изложено в книге Иоанна Дамаскина «О ста ересях вкратце» под № 80; сведения взяты Дамаскином из сочинений Епифания и Феодорита.
От VI века сохранились туманные свидетельства Аксенойо.
В VII веке Бабай Великий развернул борьбу с мессалианами на Изле, в то время как их поддерживал католикос.
В VIII веке «мессалианами» были объявлены аскетико-мистические писатели Иосиф Хаззайя, Иоанн Дальятский и Иоанн Апамейский.
В Византии «мессалианами» называли богомилов. В приверженности мессалианству обвиняли Григория Паламу и других исихастов.

## Учение
Согласно Иоанну Дамаскину, еретическое учение выглядит так:
1. Сатана пребывает внутри человека (и во всём господствует над ним). Сатана и бесы владеют человеческим умом, и природа людей вступает в общение с природой духов злобы. При этом Сатана и Дух Святой сообитают в человеке.
2. Ни крещение, ни причастие божественных тайн не очищает душу, но одна только молитва.
3. Человек и после крещения осквернён грехом. Не через крещение получает верный нетленное и божественное одеяние, но через молитву.
4. Должно хранить бесстрастие, и причастие Святого Духа будет во всяком чувстве и полноте.
5. Душа должна чувствовать такое общение с небесным женихом сексуального характера.
6. «Духовные» видят грех внутри и извне, равно и благодать действующую и производящую.
7. Зло существует по природе.
8. Адам и до преступления бесстрастно вступал в сексуальное общение с Евой.
9. Семя и Слово упали в Марию.
10. Человек имеет две души: одну человеческую, а другую небесную.
11. Для человека возможно чувственно воспринимать ипостась Святого Духа во всякой полноте и всяком действии.
12. Молящимся может явиться во свете крест. В одно время найден был человек, стоящий у алтаря жертвенного, и Ему принесли три хлеба, замешенные на елее.
13. Ручной труд неприличен для христиан.

## Список ересиархов
Феодорит Кирский, Иоанн Дамаскин называют ересиархов-мессалиан: Дадой (Δαδώης), Сава (Σάβας), Адельфий (Ἀδέλφιος), Герма (Ἑρμᾶς) и Симеон (Συμεώνης).

## Мнения учёных
Исследователи «мессалианства» Ж. Грибомон и К. Фитшен утверждали, что сказать о содержании этой «ереси» по сути нечего.
По мнению М. Кмошко и А. Гийомона, такой ереси вообще не было.